# Огюст Маке
Огю́ст Маке́ (фр. Auguste Maquet, 13 вересня 1813, Париж — 8 січня 1888, Сент-Мем) — французький романіст і драматург, відомий своєю співпрацею з Александром Дюма-батьком.

## Життєпис
Старший із восьми дітей заможного фабриканта. З 1821 по 1830 рік Оґюст Маке навчався у ліцеї Карла Великого, його однокласниками були Теофіль Готьє та Жерар де Нерваль. У 1831 р., у віці вісімнадцяти років, став асистентом професора історії в цьому ж ліцеї. Відвідував літературний салон Шарля Нодьє.

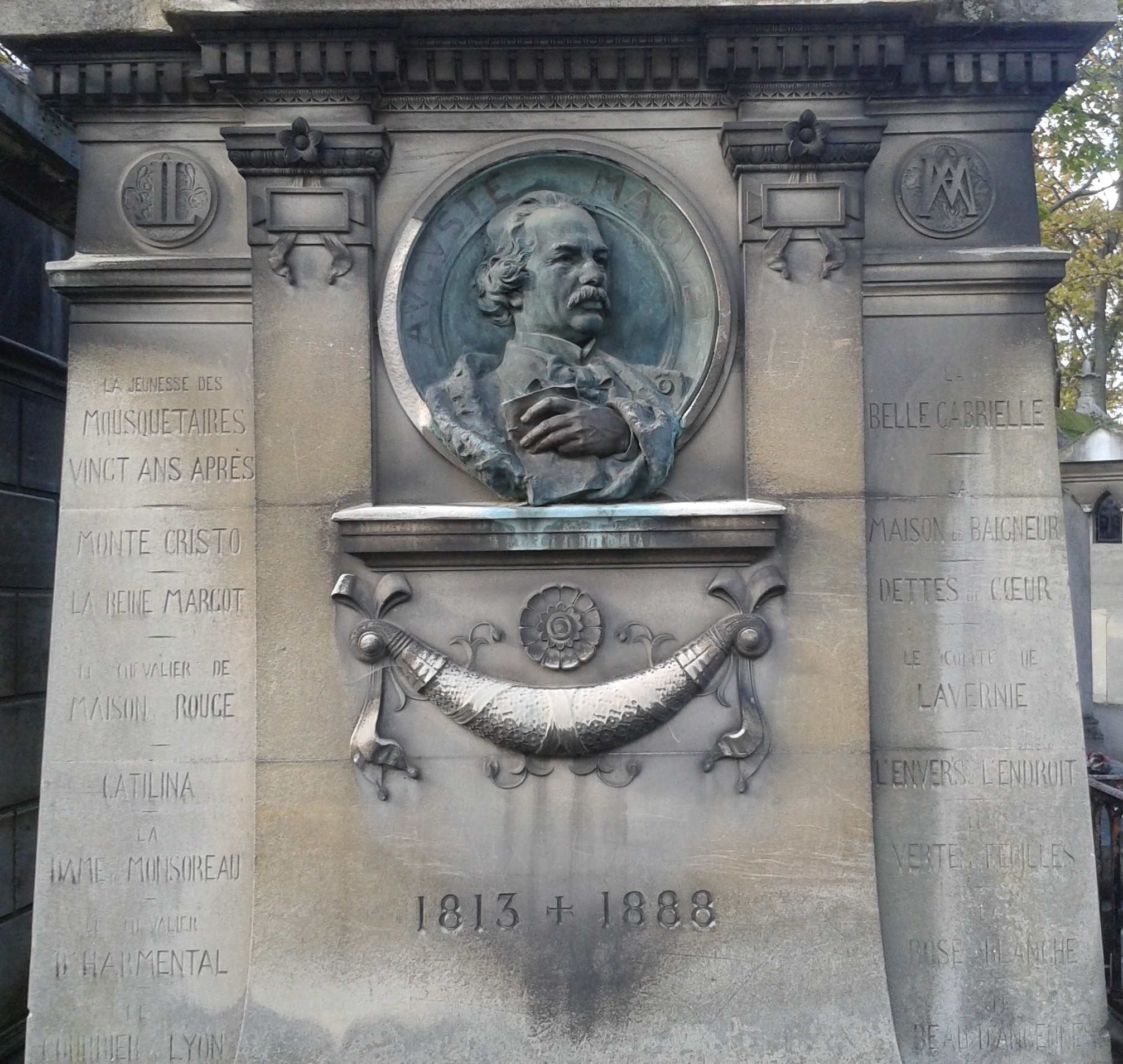
Гробівець Огюста Маке на кладовищі Пер-Лашез.

Співатор, з Алєксандром Дюма, роману «Три мушкетери»